# Coryphaelus gyllenhalii
Coryphaelus gyllenhalii är en insektsart som beskrevs av Carl Fredrik Fallén 1826. Coryphaelus gyllenhalii ingår i släktet Coryphaelus och familjen dvärgstritar. Enligt den finländska rödlistan är arten sårbar i Finland. Enligt den svenska rödlistan är arten nära hotad i Sverige. Arten förekommer i Götaland, Öland, Svealand och Nedre Norrland. Artens livsmiljö är strandängar vid Östersjön. Inga underarter finns listade i Catalogue of Life.